# Liste der denkmalgeschützten Objekte in Hronský Beňadik
Die Liste der denkmalgeschützten Objekte in Hronský Beňadik enthält die 25 nach slowakischen Denkmalschutzvorschriften geschützten Objekte in der Gemeinde Hronský Beňadik im Okres Žarnovica.

## Denkmäler
| Foto |                 | Denkmal / č. ÚZPF                                                    | Standort / Konskr. Nr.                           | Offizielle Beschreibung                 | Beschreibung                                         | Metadaten                                                                   |
| ---- | --------------- | -------------------------------------------------------------------- | ------------------------------------------------ | --------------------------------------- | ---------------------------------------------------- | --------------------------------------------------------------------------- |
| ja   | Datei hochladen | Kapelle(sk) ObjektID: 612-1230/0                                     | Standort KG: Hronský Beňadik Konskr.Nr.:         | r.k.Božieho hrobu - Kaplnka Svätej krvi | römisch-katholische Kapelle zum heiligen Grab        | č. NKP: 612-1230/0 Stand des NKP: 2012-02-08 Name: KAPLNKA                  |
| ja   | Datei hochladen | Figurengruppe(sk) ObjektID: 612-1231/0                               | Standort KG: Hronský Beňadik Konskr.Nr.:         | Golgota - Golgota                       |                                                      | č. NKP: 612-1231/0 Stand des NKP: 2012-02-08 Name: SÚSOŠIE                  |
| ja   | Datei hochladen | Statue(sk) ObjektID: 612-2249/0                                      | Standort KG: Hronský Beňadik Konskr.Nr.:         | sv.Ján Nepomucký                        | St. Johannes Nepomuk                                 | č. NKP: 612-2249/0 Stand des NKP: 2012-02-08 Name: SOCHA                    |
| ja   | Datei hochladen | Kirche(sk) ObjektID: 612-2591/0                                      | Standort KG: Hronský Beňadik Konskr.Nr.:         | r.k.sv.Egídia                           | römisch-katholische Kirche St. Egidius               | č. NKP: 612-2591/0 Stand des NKP: 2012-02-08 Name: KOSTOL                   |
|      | Datei hochladen | Kalvaria(sk) ObjektID: 612-2924/0                                    | KG: Hronský Beňadik Konskr.Nr.:                  | sv.Urban                                | St. Urban                                            | č. NKP: 612-2924/0 Stand des NKP: 2012-02-08 Name: BOŽIA MUKA               |
| ja   | Datei hochladen | Benediktinerkloster(sk) Kloster Hronský Beňadik ObjektID: 612-1229/1 | 126 Standort KG: Hronský Beňadik Konskr.Nr.: 126 | benediktínsky                           |                                                      | č. NKP: 612-1229/1 Stand des NKP: 2012-02-08 Name: KLÁŠTOR BENEDIKTÍNOV     |
| ja   | Datei hochladen | Kirche(sk) ObjektID: 612-1229/2                                      | 1 Standort KG: Hronský Beňadik Konskr.Nr.: 1     | r.k.sv.Benedikta - benediktínsky        | römisch-katholische Kirche St. Benedikt              | č. NKP: 612-1229/2 Stand des NKP: 2012-02-08 Name: KOSTOL                   |
| ja   | Datei hochladen | Gebäudeflügel des Klosters(sk) ObjektID: 612-1229/3                  | Standort KG: Hronský Beňadik Konskr.Nr.:         | východné                                | östlicher                                            | č. NKP: 612-1229/3 Stand des NKP: 2012-02-08 Name: KRÍDLO KLÁŠTORNÉ         |
| ja   | Datei hochladen | Kanonenbastion(sk) ObjektID: 612-1229/4                              | Standort KG: Hronský Beňadik Konskr.Nr.:         | juhovýchodná                            | südöstlich                                           | č. NKP: 612-1229/4 Stand des NKP: 2012-02-08 Name: BAŠTA DELOVÁ             |
| BW   | Datei hochladen | Gebäudeflügel des Klosters(sk) ObjektID: 612-1229/5                  | Standort KG: Hronský Beňadik Konskr.Nr.:         | južné                                   | südlicher                                            | č. NKP: 612-1229/5 Stand des NKP: 2012-02-08 Name: KRÍDLO KLÁŠTORNÉ         |
| BW   | Datei hochladen | Bastion(sk) ObjektID: 612-1229/6                                     | Standort KG: Hronský Beňadik Konskr.Nr.:         | juhozápadná - Bašta juhozápadná         | südwestliche                                         | č. NKP: 612-1229/6 Stand des NKP: 2012-02-08 Name: BAŠTA                    |
|      | Datei hochladen | Getreidespeicher(sk) ObjektID: 612-1229/7                            | KG: Hronský Beňadik Konskr.Nr.:                  |                                         |                                                      | č. NKP: 612-1229/7 Stand des NKP: 2012-02-08 Name: SÝPKA                    |
| BW   | Datei hochladen | Bastion(sk) ObjektID: 612-1229/8                                     | Standort KG: Hronský Beňadik Konskr.Nr.:         | severozápadná                           | nordwestliche                                        | č. NKP: 612-1229/8 Stand des NKP: 2012-02-08 Name: BAŠTA                    |
| ja   | Datei hochladen | Gebäudeflügel des Klosters(sk) ObjektID: 612-1229/9                  | Standort KG: Hronský Beňadik Konskr.Nr.:         | severné - Krídlo opátske                | nördlicher                                           | č. NKP: 612-1229/9 Stand des NKP: 2012-02-08 Name: KRÍDLO KLÁŠTORNÉ         |
| ja   | Datei hochladen | Kreuzgang(sk) ObjektID: 612-1229/10                                  | Standort KG: Hronský Beňadik Konskr.Nr.:         |                                         |                                                      | č. NKP: 612-1229/10 Stand des NKP: 2012-02-08 Name: CHODBA KRÍŽOVÁ          |
| BW   | Datei hochladen | Hof(sk) ObjektID: 612-1229/11                                        | Standort KG: Hronský Beňadik Konskr.Nr.:         |                                         |                                                      | č. NKP: 612-1229/11 Stand des NKP: 2012-02-08 Name: NÁDVORIE                |
| ja   | Datei hochladen | PRACHÁREN ObjektID: 612-1229/12                                      | Standort KG: Hronský Beňadik Konskr.Nr.:         |                                         |                                                      | č. NKP: 612-1229/12 Stand des NKP: 2012-02-08 Name: PRACHÁREN               |
|      | Datei hochladen | Marianeum(sk) ObjektID: 612-1229/13                                  | 7 KG: Hronský Beňadik Konskr.Nr.: 7              | Mariánsky dom                           | Haus Maria                                           | č. NKP: 612-1229/13 Stand des NKP: 2012-02-08 Name: MARIANEUM               |
|      | Datei hochladen | Stadtmauer(sk) ObjektID: 612-1229/14                                 | KG: Hronský Beňadik Konskr.Nr.:                  |                                         |                                                      | č. NKP: 612-1229/14 Stand des NKP: 2012-02-08 Name: MÚR HRADBOVÝ            |
| ja   | Datei hochladen | Befestigungstor(sk) ObjektID: 612-1229/15                            | KG: Hronský Beňadik Konskr.Nr.:                  | severozápadná                           | nordwestliches                                       | č. NKP: 612-1229/15 Stand des NKP: 2012-02-08 Name: BRÁNA OPEVNENIA         |
|      | Datei hochladen | Befestigungstor(sk) ObjektID: 612-1229/16                            | KG: Hronský Beňadik Konskr.Nr.:                  | juhozápadná                             | südwestliches                                        | č. NKP: 612-1229/16 Stand des NKP: 2012-02-08 Name: BRÁNA OPEVNENIA         |
| BW   | Datei hochladen | Bastion(sk) ObjektID: 612-1229/17                                    | Standort KG: Hronský Beňadik Konskr.Nr.:         | kruhová bašta                           | kreisförmige Bastion                                 | č. NKP: 612-1229/17 Stand des NKP: 2012-02-08 Name: BAŠTA                   |
| BW   | Datei hochladen | Hof(sk) ObjektID: 612-1229/18                                        | Standort KG: Hronský Beňadik Konskr.Nr.:         | priestor v hradbách                     | Platz in der Mauer                                   | č. NKP: 612-1229/18 Stand des NKP: 2012-02-08 Name: NÁDVORIE                |
|      | Datei hochladen | archäologische Fundstätte(sk) ObjektID: 612-1229/19                  | KG: Hronský Beňadik Konskr.Nr.:                  |                                         | in den Begründung vor dem Kloster in Hronsky Beňadik | č. NKP: 612-1229/19 Stand des NKP: 2012-02-08 Name: ARCHEOLOGICKÉ NÁLEZISKO |
| BW   | Datei hochladen | Höhenburg(sk) ObjektID: 612-2923/1                                   | Standort KG: Psiare Konskr.Nr.:                  | skúmané ciastocne                       | teilweise untersucht                                 | č. NKP: 612-2923/1 Stand des NKP: 2012-02-08 Name: HRADISKO VÝŠINNÉ         |

## Legende
Die Tabelle enthält im Einzelnen folgende Informationen:
| Foto:                    | Fotografie des Denkmals. |
| Denkmal / č. ÚZPF:       | Die Übersetzung der Bezeichnung des Denkmals, wie sie vom Slowakischen Denkmalamt (Pamiatkový úrad Slovenskej republiky) verwendet wird. Die Originalbezeichnung ist unter dem Fragezeichen angegeben. Fehlt die Übersetzung, so wird die Originalbezeichnung direkt angezeigt. Weiters ist die Objekt-Identifikationsnummer (Objekt ID) angeführt. Sie ist die offizielle, in der Slowakei eindeutige Nummer č. ÚZPF inklusive der zugehörigen Zählnummer, wie sie in den Daten des Denkmalamtes angegeben wird. Da diese nur innerhalb eines Landkreises gezählt wird, ist dessen Nummer der Denkmalnummer vorangestellt. |
| Standort:                | Wenn in der Liste vorhanden, ist die Adresse angegeben. In Klammern kann sich noch eine zusätzliche Adresse befinden, wenn es beispielsweise ein Eckhaus ist. Bei freistehenden Objekten ohne Adresse (zum Beispiel bei Bildstöcken) ist eine Adresse angegeben, die in der Nähe des Objekts liegt. Durch Aufruf des Links Standort wird die Lage des Denkmals in verschiedenen Kartenprojekten angezeigt. Darunter sind die Katastralgemeinde (KG) und, wenn vorhanden, die Konskriptionsnummer (Konskr. Nr.) angegeben.                                                                                                   |
| Offizielle Beschreibung: | Es ist die Kurzbeschreibung auf Slowakisch, wie sie in den offiziellen Listen angegeben ist, eingetragen. |
| Beschreibung:            | Kurze Angaben zum Denkmal auf Deutsch. |
| Metadaten:               | Zusätzlich werden, wenn in den persönlichen Einstellungen das Helferlein Dauerhaftes Einblenden von Metadaten aktiviert ist, ebensolche angezeigt. |

- Karte mit allen Koordinaten:
- OSM |
- WikiMap